# Розі Метц
Розі Метц (нід. Rosey Metz, 14 червня 2001) — нідерландська плавчиня. Учасниця Чемпіонату світу з водних видів спорту 2019, де на дистанції 50 метрів брасом посіла у своєму півфіналі 6-те місце і не потрапила до фіналу.